# Sowietskoje (obwód saratowski)
Sowietskoje (ros. Советское) – osiedle typu miejskiego w Rosji, w obwodzie saratowskim, w rejonie sowieckim. W 2010 liczyło 3348 mieszkańców.